# مواضع نصب المضارع بأن المضمرة
هناك حروف ومواضع إذا جاءت، نُصب الفعل المضارع بعدها، إذ تقتضي تلك المواضع وجود (أن)، ولكن هذه الـ(أن) محذوفة، لذلك تُسمى بـ(أن) المضمرة.

## القاعدة
يُنْصَبُ الفعلُ المضارعُ بـ(أنْ) المضمرة في مواضِعَ عدَّةٍ منها:
1. بعدَ لامِ التعليل.
2. بعدَ لامِ الجحودِ المسبوقةِ بـ(كان) أو (يكون) المنفيتين .
3. بعدَ (حتى) التي تفيدُ الغايةَ، ويُشْتَرَطُ لنصبِ الفعلِ بعدَها أنْ يكونَ مستقبلًا بالنسبة لما قبلها.
4. بعدَ (فاءِ) السببيةِ المسبوقةِ بنفي أو طلب.
5. بعدَ (واوِ) المعيةِ المسبوقةِ بنفي أو طلب.
6. بعدَ عاطفٍ على اسمٍ صريحٍ بالواوِ، أو الفاء، أو ثُمَّ.

## الأمثلة

### المجموعة أ
- ﴿وَكَذَٰلِكَ جَعَلْنَاكُمْ أُمَّةً وَسَطًا لِّـتَكُونُوا شُهَدَاءَ عَلَى النَّاسِ﴾
- ﴿وَعَجِلْتُ إِلَيْكَ رَبِّ لِـتَرْضَىٰ﴾

نتأمل المثالين الواردين في المجموعة (أ) فنجدُ الفعلين المضارعين (تكونوا، ترضى) قد سبقَتْهما لام تُسمَّى (لام التعليل)، وهي تفيد أنَّ ما قبلها عِلَّة لما بعدها، فجاء منصوبين ، وعاملُ النصب فيهما هو (أن) المضمرة وليس اللام. ولهذا عملَت (أن) في الفعل المضارع كما تقدم لكنها مضمرة كما في هذين المثالين.

### المجموعة ب
- ﴿وَمَا كَانَ اللَّهُ لِـيُعَذِّبَهُمْ وَأَنْتَ فِيهِمْ﴾
- ﴿إِنَّ ٱلَّذِينَ ءَامَنُواْ ثُمَّ كَفَرُواْ ثُمَّ ءَامَنُواْ ثُمَّ كَفَرُواْ ثُمَّ ٱزْدَادُواْ كُفْرًا لَّمْ يَكُنِ ٱللَّهُ لِـيَغْفِرَ لَهُمْ﴾

ثم نتأمل المثالين الواردين في المجموعة (ب)، فنجدُ الفعلين المضارعين (يعذبَ، يغفرَ) قد سبقَتْهما لام يُقَال لها (لام الجحود)، أي الإنكار الشديد، وجاءا منصوبين بعدها بـ(أن) المضمرة، وعلامة لام الجحود أن تُسْبَقَ بـ(كان)، أو (يكون) المنفيين بـ(ما)،أو بـ(لم).

### المجموعة ج
- ﴿وَكُلُوا وَاشْرَبُوا حَتَّى يَتَبَيَّنَ لَكُمُ الْخَيْطُ الأَبْيَضُ مِنَ الْخَيْطِ الأَسْوَدِ مِنَ الْفَجْرِ﴾
- ﴿قَالُوا لَن نَّبْرَحَ عَلَيْهِ عَاكِفِينَ حَتَّىٰ يَرْجِعَ إِلَيْنَا مُوسَىٰ﴾

وإذا تأملنا المثالين الواردين في المجموعة (ج) وجدنا الفعلين المضارعين (يتبيَّنَ، يرجعَ) قد سبقتهما (حتَّى)، وجاءا منصوبين، ونَصْبُ الفعلين هنا إنما هو بـ(أن) المضمرة بعد الأداة التي تفيد الغاية. ويَشْتَرِط النحاة لنصب الفعل بعدها أن يكون مستقبلًا بالنسبة لما قبلها.

### المجموعة د
- ﴿وَالَّذِينَ كَفَرُوا لَهُمْ نَارُ جَهَنَّمَ لَا يُقْضَىٰ عَلَيْهِمْ فَـيَمُوتُوا﴾
- ذَاكِرْ فَـتَنجحَ آخرَ العام.
- ﴿لَّا تَجْعَلْ مَعَ ٱللَّهِ إِلَٰهًا ءَاخَرَ فَـتَقْعُدَ مَذْمُومًا مَّخْذُولًا﴾
- ﴿يَا لَيْتَنِي كُنتُ مَعَهُمْ فَـأَفُوزَ فَوْزًا عَظِيمًا﴾
- ﴿ لَعَلِّي أَبْلُغُ الأسْبَابَ * أَسْبَٰبَ ٱلسَّمَٰوَٰتِ فَـأَطَّلِعَ إِلَىٰٓ إِلَٰهِ مُوسَىٰ﴾
- هَلْ لَكَ صديقٌ فـتركنَ إليه.
- ألا تأتيني فـأكرمَك.
- هلَّا أتيتني فـأكرمَك.

ثم نتأمل الأمثلة الواردة في المجموعة (د)، نجدُ الأفعال المضارعة (يموتوا، تنجحَ، تقعدَ، أفوزَ، أطَّلعَ، تَرْكَنَ)، قد سبقَتْهَا (فاءٌ) يُقَالُ لها (فاء السَّبَبِيَّة)، وهي تفيد أنَّ ما قبلها سببٌ لما بعدها. وتكون هذه الفاء مسبوقةً بنفي كما جاء في أول مثال في المجموعة. أو طلبٍ، والطلب كما ترى في الأمثلة السابقة هو الأمر كما جاء في المثال الثاني، والنهي كما جاء في المثال الثالث، والتمنِّي كما جاء في المثال الرابع، والترجِّي كما جاء في المثال الخامس، والاستفهام كما جاء في المثال السادس، والعرض كما جاء في المثال السابع، والتحضيض كما جاء في المثال الثامن. وفي جميع هذه الأمثلة نُصِبَ الفعل المضارع بـ(أن) المضمرة بعد فاء السببية.

### المجموعة هـ
- لَمْ آمُرْكَ بالمعروفِ وأُعْرِضَ عنه.
- زُرْنِي وأُكْرِمَك.

ثم نتأمل أمثلة المجموعة (هـ) نجدُ الفعلين المضارعين (أعرضَ، أكرمَ) قد سبَقْتُهما (واو المعِيَّة)، التي تدلُّ على أنَّ ما بعدها مصاحبٌ لحصول ما قبلها أي أنها تُفيد معنى (مع). وهذه الواو يُنْصَبُ الفعل المضارع بعدها بـ(أنْ) المضمرة، وهي كفاء السببية لا بد أن تُسْبَقَ بنفي كما في المثال الأول، أو طلب. والطلب يكون بأحد الأشياء الآتية: الأمر والنهي والاستفهام والتمني والترجي والعرض والتحضيض. وقد جاء الأمر في المثال الثاني، ولنا أن نقيس بقية أنواع الطلب على غرار ما جاء في فاء السببية.

### المجموعة و
- تعبٌ وأحصِّلَ رزقي خيرٌ من راحةٍ وأمُدَّ يدي للسؤال.
- اجتهادُكَ فـتنالَ المجدَ خيرٌ من راحتِكَ وإهمالِكَ.
- يسرُّني ذهابُكَ إلى المكتبةِ ثمَّ تقرأَ الكتبَ النافعة.

وأخيرًا نتأمل أمثلة المجموعة (و)، فنجدُ الأفعال المضارعة (أحَصِّلَ ، أَمُدَّ ، تنالَ ، تقرأَ) قد عُطِفتَ على اسم صريح (أي مصدر) بأحد حروف العطف التالية (الواو، الفاء، ثمّ)، فالأفعال كلها في هذه الأمثلة مؤولة بمصادر معطوفة على ما قبلها، فالتأويل في المثال الأول: تعبٌ وتحصيلُ رزقي خيرٌ من راحةٍ ومَدِّ يدي للسؤال، وفي الثاني: اجتهادُكَ فنيلُك المجدَ خيرٌ لك، وفي الثالث: يسرُّني ذهابُكَ إلى المكتبةِ، ثمَّ قراءتُك الكتبَ النافعة، وبهذا نعرف أن الفعل المضارع إذا عطف بأحد حروف العطف السابقة على اسم صريح نصب بـ(أنْ) المضمرة.